# Geyse (Fußballspielerin)
Geyse da Silva Ferreira, oder kurz auch Geyse oder Pretinha (* 27. März 1998 in Maragogi, AL), ist eine brasilianische Fußballspielerin. Die Stürmerin spielt seit Sommer 2022 für den spanischen Klub FC Barcelona, mit dem sie 2023 Champions-League-Sieger wurde.

## Karriere

### Klub

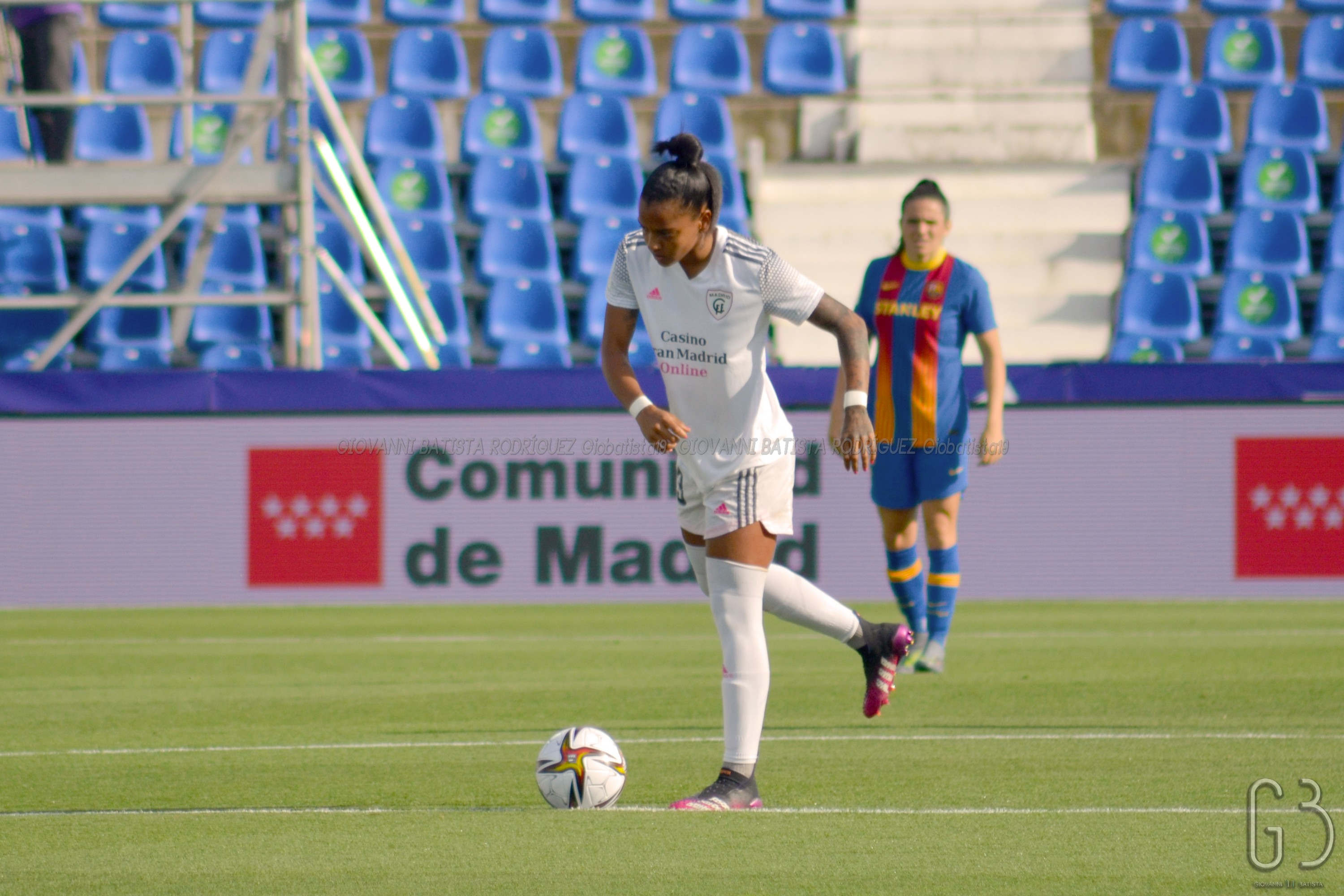
Geyse war mit 20 Treffern Torschützenkönigin der Liga F in der Saison 2021/22.

Ihre erste größere Station war im Jahr 2016 Centro Olímpico, wo sie ein paar Einsätze hatte. Danach wechselte im Jahr 2017 zu Corinthians São Paulo, wo sie nun mehr Einsätze hatte. Im Sommer 2017 verließ sie so schon ihr Heimatland und schloss sich zur kommenden Saison 2017/18 in Spanien dem Madrid CFF an. Dort kam sie dann jedoch nur auf elf Einsätze mit zwei Treffern und schloss sich so zur nächsten Spielzeit der gerade neu gegründeten Frauenmannschaft von Benfica Lissabon an. Hier drehte sie komplett frei und erzielte bis Ende 2019 in ihren 30 Einsätzen in der Liga insgesamt 49 Treffer. Danach löste sie ihren Vertrag bei den Portugiesen wieder auf, um sich erneut dem Madrid CFF anzuschließen. Hier kam sie erneut zu einigen Einsätzen und wurde zu einem wichtigen Torgaranten für den Klub.
Seit der Spielzeit 2022/23 steht sie beim spanischen Serienmeister FC Barcelona unter Vertrag.
Trotz einer aktiven Sperre aus ihrer Zeit bei Madrid CFF, kam es in der Saison 2022/23 zu einem Einsatz im spanischen Pokalwettbewerb. Barcelona gewann das Achtelfinale gegen Osasuna mit 9:0, wurde im Januar 2023 jedoch aufgrund des Einsatzes einer nicht spielberechtigten Spielerin von der weiteren Teilnahme an der aktuellen Ausgabe disqualifiziert. Im Juni 2023 schaffte es Geyse mit dem FC Barcelona im Finalspiel der Champions League den VfL Wolfsburg mit 3:2 zu besiegen. Sie wurde beim Spielstand von 2:2 eingewechselt, kurz darauf erzielte Teamkollegin Fridolina Rolfö das entscheidende Siegtor.

### Nationalmannschaft

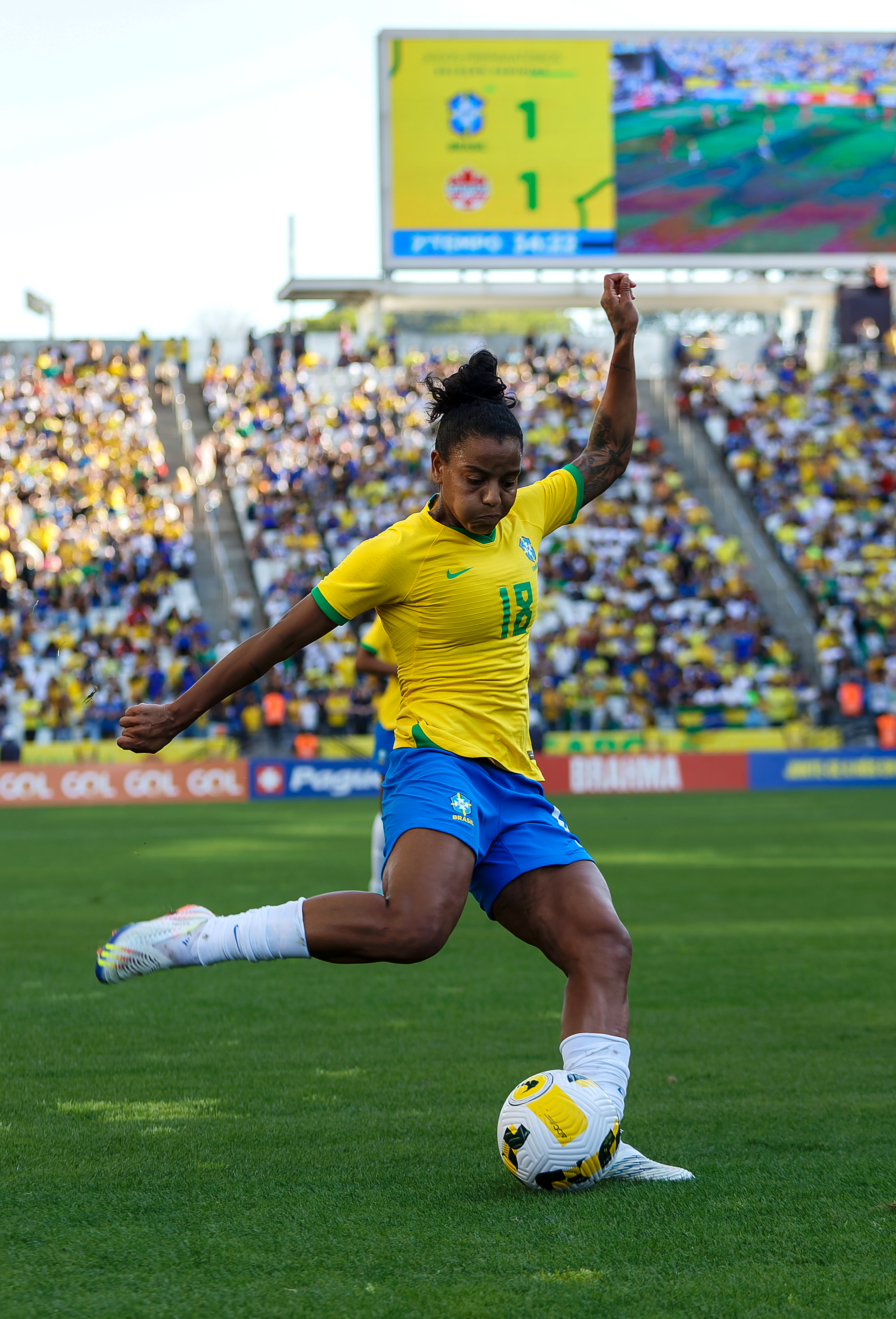
Geyse im November 2022

Mit der brasilianischen U20 nahm sie an der Weltmeisterschaft 2016 teil und bekam hier vier Einsätze, in denen sie ein Tor erzielte, am Ende schied sie mit ihrem Team hier nach dem Viertelfinale aus. Bei der Südamerikameisterschaft 2018 holte sie mit ihrer Mannschaft den Titel und wurde mit 12 Treffern Torschützenkönigin. Auch bei der Weltmeisterschaft 2018 war sie dann dabei. Dort kam sie wieder in jedem Spiel zum Einsatz und erzielte wieder ein Tor. Diesmal schied man jedoch bereits nach der Gruppenphase aus.
Bei der A-Nationalmannschaft hatte sie ihr Debüt im Jahr 2017. Hier machte sie bei ihrem Debüt im September bei einem 4:0-Sieg über Chile als Einwechselspielerin zudem auch noch ein Tor. Ihr erstes großes Turnier war dann die Weltmeisterschaft 2019, für welche sie für den Kader nominiert wurde. Dabei kam sie im Gruppenspiel gegen Jamaika und bei der Achtelfinalniederlage gegen Frankreich jeweils zu kürzeren Einsätzen.
Nach ein paar weiteren Freundschaftsspieleinsätzen kam sie auch bei dem Olympiaturnier der Spiele 2020 zum Zug und wurde für den Kader nominiert. Dort erhielt sie Einsätze in zwei Gruppenspielen und schied mit ihrer Mannschaft dann im Viertelfinale aus. Ein Jahr später bekam sie dann auch einen Platz im Kader der Mannschaft bei der Copa América 2022. Hier kam sie in zwei Gruppenspielen und dem Halbfinale als auch dem Finale zum Einsatz. Am Ende gewann sie mit ihrer Mannschaft das Turnier mit einem 1:0-Sieg über Kolumbien in diesem Finalspiel und wurde so Südamerikameister. Dies qualifizierte ihre Mannschaft dann zugleich zudem noch für die Weltmeisterschaft 2023. Auch im Finalissima 2023 erhielt sie einen Startelfeinsatz, verlor hier aber am Ende mit ihrer Mannschaft gegen den Gegner England mit 3:5 im Elfmeterschießen.

## Erfolge und Auszeichnungen
Benfica Lissabon

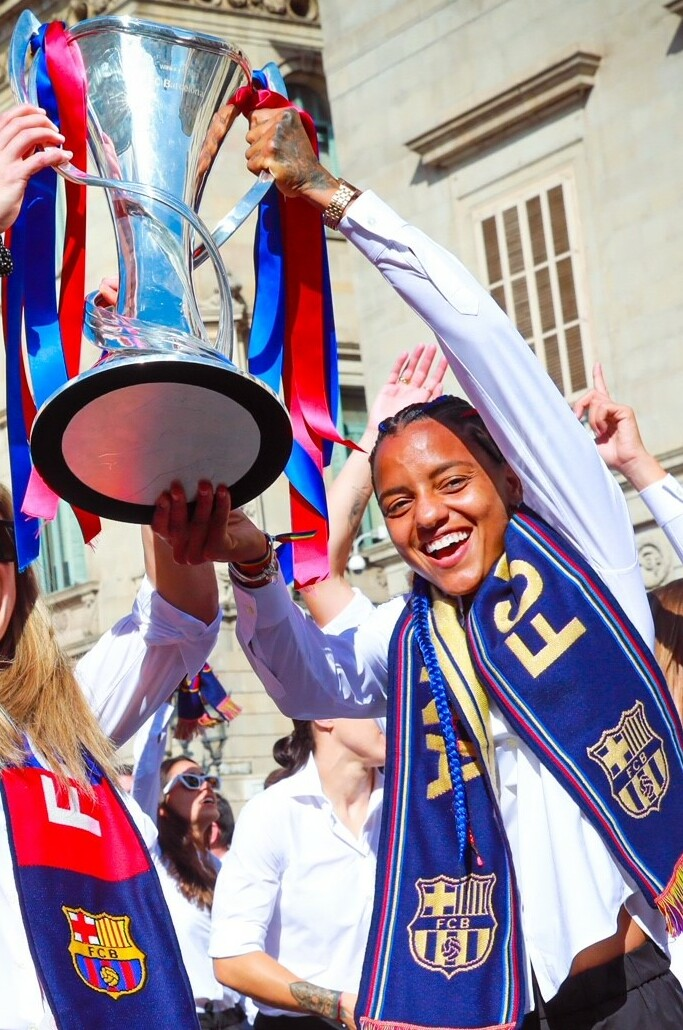
Geyse mit der Champions-League-Trophäe (Juni 2023)

- Portugiesischer Meister 2. Liga: 2018/19
- Portugiesischer Pokal: 2018/19

FC Barcelona
- UEFA Women’s Champions League: 2022/23
- Spanischer Meister: 2022/23
- Spanischer Supercup: 2023

Brasilianische A-Nationalmannschaft
- Copa América: 2022

Individuelle Auszeichnungen
- Torschützenkönigin der spanischen Liga: 2021/22 (zusammen mit Asistat Oshoala)
- U-20-Südamerikameisterschaft Spielerin des Turniers: 2018
- U-20-Südamerikameisterschaft Torschützenkönigin: 2018